# Gerardo Peyrano
Gerardo Peyrano (Rosario, Argentina, 11 de septiembre de 1972), actualmente conocido como Jerardo Peyrano, es un cantante, actor, compositor y productor argentino.

## Carrera como cantante
Perteneció a la banda teen Six Zag, apadrinados por Marcelo Tinelli en "Ritmo de la Noche" grabando un CD con Sony Music. Editó tres trabajos como solista en los años 1990. La discográfica EMI editó en 1994 Volver al Amor, que incluía "Amor Libre", tema principal de la novela "Pueblo chico, infierno grande", protagonizada por Verónica Castro. En 1995 editó su segundo álbum como solista Víctima de Amor, producido por Coti Sorokin y, en 1996, Ojos tristes, su tercer trabajo discográfico.
Desde 2011, y durante varias temporadas, ofrece sus shows en cruceros internacionales donde los teatros tienen una capacidad para 4.000 personas. El espectáculo cuenta con un amplio repertorio armado con bailarines e incluye temas en idioma italiano.
A partir de 2016, en su estadía en  Córdoba, realiza presentaciones en diversos programas de radio y TV donde repasa su carrera y presenta su nuevo disco “Vida nueva” compuesto íntegramente por canciones de su autoría que cuentan con videoclips de producción y dirección propia.
Debido a su trayectoria fue convocado para presentar el primer corte de difusión Tantos deseos de ti de su disco “Vida Nueva” y recordar sus éxitos en el Teatro Coral, en el marco de la 34ta entrega de los Premios Estrella de Concert de la temporada 2018 de Villa Carlos Paz.

## Carrera como actor
Paralelamente se dedicó a la actuación y participó en las telenovelas Inconquistable corazón con Pablo Rago, Paola Krum, Pablo Echarri y el debut de Natalia Oreiro; Chance con Rodolfo Machado; y en la película Asesinato a distancia cumple el sueño de interpretar el rol de hijo de Héctor Alterio, con Patricio Contreras y Fabián Vena.
En 1997 emigró a México donde participó como protagonista en la telenovela Camila, producida por Televisa y transmitida en más de 80 países. En 1998 participó en La segunda Noche, película de la Warner Bros. junto a Adriana Barraza. Al regresar a Argentina participó en Son de Fierro, telecomedia producida por Pol-Ka con Osvaldo Laport, María Valenzuela y Mariano Martínez. 
En 2010 ha sido convocado para participar en dos capítulos de la versión mexicana de Los Exitosos Pells denominada Los exitosos Pérez protagonizada por Jaime Camil y Verónica Castro y transmitida por el Canal de las Estrellas para Televisa.
En 2013 realizó un coprotagonismo en el unitario El Consejero para Venezuela, con Fabio Aste y dirigida por Estela Cristiani, destacándose por su actuación en acento neutro.
En 2014 volvió al cine en el filme El otro, no todo es lo que ves  junto a Alejandro Awada, Víctor Laplace, Guillermo Pfening, Laura Azcurra y Gastón Soffritti que estuvo en cartelera hasta 2015 en Cinemark. También tuvo una participación especial en la miniserie policial de 8 capítulos creada a partir del mismo proyecto y transmitida los martes y jueves a las 23hs por la TV Pública.
Para la temporada de verano 2017-2018 en Villa Carlos Paz, forma parte de la exitosa obra “Bollywood” de José María Muscari (galardonada con los Premios VOS como Mejor Humorístico Musical, nominada a los Premios Carlos como Mejor Espectáculo de Varieté y 6 nominaciones para los Premios Estrella de Concert) que, por primera vez, podrá verse en tres ciudades simultáneamente.